# Pasca
Pasca è un comune della Colombia facente parte del dipartimento di Cundinamarca.
Il centro abitato venne fondato da Juan de Céspedes nel 1537.